# Dein Zimmer für mich allein
Dein Zimmer für mich allein ist eine Erzählung des Vorarlberger Autors Michael Köhlmeier aus dem Jahre 1997.

## Inhalt
Der Ich-Erzähler berichtet von einem ihm völlig fremden jungen Mann, der sich mit ihm eben wegen dieser Erzählung im Wiener Café Eiles verabredet hat. Er wirft immer wieder Bemerkungen ein, die den jungen Mann irritieren. Letztendlich bringt dieser auch seinen Erlebnisbericht nicht zu Ende.
Es ist Winter, eiskalt und der junge Mann ist in einem völlig überheizten Waggon zwischen vielen anderen Menschen eingepfercht. Er ist im Ausland, in einem Land, dessen Sprache er kaum spricht. Froh ist er darüber, dass er seinen Mantel bereits vor dem Betreten des Zuges ausgezogen hat. Dieser liegt nun über seinen Koffer geschlagen, der zwischen seinen Beinen steht. Ein Kind hat Durst und es wird herumgefragt, ob jemand Wasser habe. Als der Zug plötzlich anhält, will der Erzähler behilflich sein, angestachelt vom „Spaßmacher“, seinem alter Ego, welches ihm immer wieder Anleitungen für seine Handlungen gibt, und will bei einer Tankstelle, die man durch das Zugfenster im Finstern erkennen kann, Wasser besorgen. Er wird über die Köpfe der Passagiere hinausgehievt, in die Kälte. Ihm fällt ein, dass er ja sein gesamtes Geld (samt Papieren, Pass usw.) ja im Mantel hat, welcher im Zug ist. Ein Mitfahrender wirft ihm Geld nach draußen, das der Wind erst verweht, sodass er hemdsärmelig erst den Geldschein fangen muss. Er besorgt drei Flaschen Mineralwasser – doch nicht schnell genug, der Zug fährt ohne ihn weiter. Nun ist er im Niemandsland, hat keine Ahnung, wo er sich nun eigentlich befindet, und außer der Tankstelle ist weit und breit kein Gebäude zu sehen.

Schließlich findet er, sich inzwischen einer der drei Flaschen entledigt habend, einen halbfertigen Wohnblock und flüchtet vor der eisigen Kälte im Jänner in das Dachgeschoss. Von Kälte und Fieber geschüttelt verbringt er dort die Nacht. Zuvor hat er sich aus den herumliegenden Styroporplatten eine Art Höhle gemacht, sodass er nicht nur vor der Kälte, sondern auch vor etwaigen unliebsamen Besuchern geschützt ist.
Am darauf folgenden Morgen sieht er eine junge Frau mit blonden Haaren, einem „Goldhelm“ wie er es bezeichnet. Sie erinnert ihn an seine erste Jugendliebe und, obwohl er sie nur flüchtig „von links oben“ sehen kann, verliebt er sich sofort in sie. Während sie den Müll weg die Stiege hinunter trägt, lässt sie ihre Wohnungstüre kurz offen und er schlüpft hinein. Als sie zurückkommt, macht sie sich nur schnell für die Arbeit fertig und sperrt ihn versehentlich ein, was ihn allerdings überhaupt nicht beunruhigt. Er findet an einem Schlüsselbord den passenden Reserveschlüssel, den er an sich nimmt. In den folgenden Tagen betritt er immer wieder ihre Wohnung, wo er seine Tage verbringt – sie wird für ihn zum Himmel auf Erden.

Im Grunde genommen ist er in einer ausweglosen Lage, fühlt er. Als er eines Tages zum Telefon greift, um seine Familie anzurufen, damit man ihm zu Hilfe eile, unterlässt er dieses dann doch, zumal er nicht einmal weiß, wo er sich eigentlich befindet.

Marianne, so heißt die junge Frau, arbeitet untertags als Verkäuferin, wie er eines Tages herausfindet, als er Geld aus einer Schublade nimmt und diese 200 Schilling in Kuchen und Tee und derlei im Ort umsetzt. Auch die junge Frau sieht er in einem Kleidungsgeschäft arbeiten.
Anfangs unabsichtlich, mehr und mehr absichtlich, hinterlässt er Spuren. Seltsamerweise scheint dies die junge Frau weder zu stören noch zu beunruhigen. Seiner Erzählung nach schien ihr dies sogar gefallen zu haben, es entsteht eine Kommunikation zwischen den beiden mittels kleiner Gesten, z. B. dass er vier Stunden lang ihr Bad schrubbt.

Eines Tages wird er durch die vorzeitige Heimkehr der jungen Frau überrascht; sie ist nicht allein, sondern in Begleitung eines Mannes. Soweit er der Sprache mächtig ist, entnimmt er den Worten, dass dies ihr früherer Liebhaber, ein verheirateter Mann, zu sein scheint. Aus der Art Unterhaltung zwischen den beiden wird ihm klar, dass er – das unsichtbare Phantom – der Grund ihrer Zurückhaltung ist. Sie will sich offenbar von ihrem Geliebten trennen, da sie seit einer Woche einen anderen lieben würde. Der junge Mann, der sich bei ihrer Heimkehr unter das Bett geflüchtet hat, bezieht dies auf sich, zumal sie immer zur selben Zeit heim kam und dies immer alleine.
Der Zuhörer und Leser muss schließlich erfahren, dass der „Spaßmacher“ weiterhin unter Mariannes Bett versteckt liegt und nur dieser. Der junge Mann, dessen Name nie genannt wird – der Autor gibt an, ihn vergessen zu haben und das, obwohl er noch einmal nachgefragt hatte ob des seltsamen Namens – gibt vor, ein Telefonat führen zu müssen und verschwindet einfach.

## Ausgaben
- Dein Zimmer für mich allein. Erzählung. Deuticke Verlag, Wien 1997, ISBN 3-216-30301-2.
  - Taschenbuch: Dein Zimmer für mich allein. Erzählung. 4. Aufl. Piper, München 2002, ISBN 3-492-22601-9.
  - Hörbuch: Dein Zimmer für mich allein. Hoanzl, Wien 2002, ISBN 3-900625-43-3 (2 CDs)